# Sergej Ostapenko
Sergej Sergejevich Ostapenko (Alma-Ata, 23 juni 1986) is een Kazachs voetballer.

## Carrière
In 2003 studeerde Ostapenko af aan de voetbalacademie FC Almaty (FC Tsesna op dat moment) en startte toen zijn voetbalcarrière. Zijn transfer naar FC Tobol in 2007 was absoluut een sprong voorwaarts in zijn carrière. Hij hielp het team om dat seizoen de Intertoto Cup te winnen, om als tweede te eindigen in de Super League en de Kazachstan Cup te winnen.

### Royal Antwerp
Op 31 januari 2008 tekende Ostapenko samen met Maksim Zhalmagambetov een tweejarig contract bij Royal Antwerp FC . De manager van het Belgische club merkte op dat de jeugd van het duo, internationale ervaring en fysieke kenmerken de belangrijkste motivatie voor de ondertekening van het paar waren. Het Europese avontuur van Ostapenko was echter niet bijzonder succesvol en hij startte geen enkele wedstrijd voor de club, maar speelde alleen in het reserveteam. Zowel Ostapenko en Maksim Zhalmagambetov keerde kort terug naar Kazachstan in het midden van de Kazachstan Premier League 2008.
In juli 2014 verhuisde Ostapenko van FC Astana naar FC Kaisar, en keerde in april 2015 terug naar Astana nadat zijn Kaisar-contract was verlopen.

### Internationale carrière
Op 21-jarige leeftijd verdiende Sergei zijn eerste cap op 6 juni 2007 in de kwalificatie van Euro 2008 tegen Azerbeidzjan. Hij scoorde zijn eerste doelpunt voor het nationale team tegen Armenië, dat ook de enige goal was in die wedstrijd. Sindsdien heeft hij echter nog 3 doelpunten gescoord, allemaal in kwalificatie voor de Wereldbeker, waaronder 2 thuis tegen Andorra.

## Carrière statistieken

### Club
Laatste update: 21 september 2014
| Seizoen | Team             | land       | Liga           | Niveau | Apps | Goals |
| ------- | ---------------- | ---------- | -------------- | ------ | ---- | ----- |
| 2003    | Almaty           | Kazachstan | Eerste Divisie | 2      | 16   | 9     |
| 2004    | Almaty           | Kazachstan | Eredivisie     | 1      | 32   | 4     |
| 2005    | Almaty           | Kazachstan | Eredivisie     | 1      | 26   | 7     |
| 2006    | Almaty           | Kazachstan | Eredivisie     | 1      | 24   | 1     |
| 2007    | Tobol            | Kazachstan | Eredivisie     | 1      | 26   | 10    |
| 2007-08 | Royal Antwerp FC | België     | Tweede divisie | 2      | 0    | 0     |
| 2008    | Almaty           | Kazachstan | Eredivisie     | 1      | 19   | 4     |
| 2009    | Aktobe           | Kazachstan | Eredivisie     | 1      | 9    | 0     |
| 2010    | Astana           | Kazachstan | Eredivisie     | 1      | 27   | 6     |
| 2011    | Zhetysu          | Kazachstan | Eredivisie     | 1      | 32   | 5     |
| 2012    | Astana           | Kazachstan | Eredivisie     | 1      | 26   | 6     |
| 2013    | Astana           | Kazachstan | Eredivisie     | 1      | 22   | 4     |
| 2014    | Astana           | Kazachstan | Eredivisie     | 1      | 7    | 0     |
| 2014    | Kaisar           | Kazachstan | Eredivisie     | 1      | 11   | 0     |
|         |                  |            | Totaal         |        | 277  | 56    |

## Internationale goals
| 1                             | 21 november 2007 | Hanrapetakan Stadium, Yerevan  | Armenië      | Winst    | 1-0 | Euro 2008 kwalificatie |
| 2                             | 20 augustus 2008 | Almaty Central Stadium, Almaty | Andorra      | Winst    | 3-0 | WK-kwalificatie 2010   |
| 3                             | 20 augustus 2008 | Almaty Central Stadium, Almaty | Andorra      | Winst    | 3-0 | WK-kwalificatie 2010   |
| 4                             | 6 september 2008 | Almaty Central Stadium, Almaty | Oekraïne     | Verloren | 3-1 | WK-kwalificatie 2010   |
| 5                             | 9 februari 2011  | Atatürk Stadium, Antalya       | Wit-Rusland  | Gelijk   | 1-1 | Vriendschappelijk      |
| 6                             | 6 september 2011 | Tofiq Bahramov Stadium, Bakoe  | Azerbeidzjan | Verloren | 3-2 | Euro 2012 kwalificatie |
| Correct vanaf 13 januari 2017 |                  |                                |              |          |     |                        |

## Erelijst
- Kazachstan League Tweede plaats: 2007
- Winnaar Kazachstan Cup: 2006, 2007, 2010
- Winnaar Intertoto Cup: 2007